# Томпсон, Дадли
Дадли Джозеф Томпсон (англ. Dudley Joseph Thompson; 19 января 1917, Панама — 20 января 2012, Нью-Йорк, США) — ямайский юрист и политик, министр иностранных дел Ямайки (1975—1977).

## Биография
В 1930-е гг. учился в Мико (ныне университетский колледж Мико). Во время Второй мировой войны проходил службу в составе Королевских военно-воздушных сил, являясь одним из первых темнокожих британских пилотов. В 1946 году по стипендии Родса поступил в Мертон-колледж (Оксфорд), где изучал юриспруденцию.
С университетских лет завёл близкое знакомство с панафриканистами, включая Кваме Нкруму, Джорджа Падмора и С. Л. Р. Джеймса. Он также посещал V Панафриканский конгресс в Манчестере наряду с такими фигурами, как Нкрума, Падмор, Джомо Кениата, У. Э. Б. Дюбуа, И. Т. А. Уоллес-Джонсон и Жажа Вачуку.
В начале 1950-х гг. он практиковал в британских колониях на Африканском континенте (Танганьике и Кении), влившись в местное национально-освободительное движение: участвовал в судебной защите Кениаты, обвинённого колониальными властями в восстании Мау-Мау, подружился с Джулиусом Ньерере и принял участие в создании Национального союза африканцев Танганьики.
В середине 1950-х вернулся на Ямайку, занимался просвещением и юридической практикой в Тринидаде, на Барбадосе, а также — в Сент-Китс, Доминике, Бермудских островах, Гренаде, Багамских островах, в Белизе и в других государствах Вест-Индии, активно способствовал обретению независимости Белизом и Багамскими островами. В 1963 г. был назначен королевским адвокатом.
В 1962—1978 гг. — член сената, в 1978—1983 гг. — член палаты представителей парламента страны. В левом правительстве Народной национальной партии под руководством Майкла Мэнли занимал ряд должностей:
- 1972—1975 гг. — статс-секретарь МИД,
- 1975—1977 гг. — министр иностранных дел,
- 1977—1978 гг. — министр горнорудной промышленности и природных ресурсов,
- 1978—1980 гг. — министр национальной безопасности и правосудия Ямайки,
- 1990—1995 гг. — посол в Нигерии, а также в Гане, Намибии и Сьерра-Леоне (по совместительству). Выступал за выплату колониальными странами Европы компенсаций африканским государствам, обосновывая это выплатами со стороны США за атомные бомбардировки Хиросимы.

Представлял страну на многих международных форумах, включая Организацию Объединенных Наций и Организации африканского единства. Занимал посты вице-президента и председателя Народной национальной партии. Являлся кавалером ордена Ямайки, среди других наград.